# NGC 7068
NGC 7068 هي مجرة حلزونية تبعد حوالي 214 مليون سنة ضوئية تقع في كوكبة الفرس الأعظم (كوكبة). تم اكتشافه من قبل عالم الفلك ألبرت مارث في 7 نوفمبر 1863.

## وصلات خارجية
- NGC 7068 على موقع ويكي سكاي: DSS2, SDSS, GALEX, IRAS, Hydrogen α, X-Ray, Astrophoto, Sky Map, Articles and images